# Pseudopoda spiculata
Pseudopoda spiculata là một loài nhện trong họ Sparassidae.
Loài này thuộc chi Pseudopoda. Pseudopoda spiculata được Jia-Fu Wang miêu tả năm 1990.